# 丸森仲吾
丸森 仲吾（まるもり ちゅうご、1932年〈昭和7年〉12月23日 - 2021年（令和3年）10月25日）は、日本の銀行家。七十七銀行頭取、仙台商工会議所会頭などを歴任した。

## 来歴・人物
出生地は現在の登米市だが、実家は、姓の由来でもある宮城県丸森町の山林地主にあたる。
宮城県佐沼高等学校、東北大学時代は野球部で捕手として活躍。同大野球部でバッテリーを組んだ先輩が七十七銀行に入行しており、その紹介もあって就職を決める。
労働組合書記長や委員長を歴任したほか、人事部長に就任するまで14年間にわたり人事部に在籍。それ以降は、ほとんど営業一筋にキャリアを積んだ。　　　　　
2001年（平成13年）頭取に昇格し、不良債権処理を進め、強固な経営基盤の確立や人材育成に力を入れた。
2004年（平成16年）から2010年（平成22年）まで仙台商工会議所会頭を務め、トヨタ自動車グループの宮城進出、アジア太平洋経済協力会議（APEC）高級事務レベル会合の仙台市誘致などに立ち合った。また東北楽天ゴールデンイーグルスの発足にあわせ、官民組織「楽天イーグルス・マイチーム協議会」の設立に関わり、初代会長となった。
2021年（令和3年）10月25日午前0時4分、心不全のため仙台市の病院で死去。88歳没。

## 略歴
- 1955年（昭和30年） - 東北大学経済学部卒業後、七十七銀行入行[3][4]
  - 以降、長町支店長、人事部長、塩釜支店長、業務部長等を歴任する[3][6]
- 1985年（昭和60年）6月 - 取締役本店営業部長委嘱[3]
- 1987年（昭和62年）6月 - 常務取締役営業推進本部長委嘱[3]
- 1992年（平成4年）3月 - 専務取締役[3]
- 1996年（平成8年）6月 - 副頭取[3]
- 2001年（平成13年）6月 - 頭取[3][4]
- 2004年（平成16年） - 仙台商工会議所会頭[4]
- 2005年（平成17年）6月 - 七十七銀行会長[3]
- 2006年（平成18年）11月 - 旭日中綬章受章[3]。
- 2008年（平成20年） - 七十七銀行相談役[4]・仙台市教育委員会教育委員
- 2009年（平成21年）7月 - 仙台市特別市政功労者賞を受賞[3]
- 2010年（平成22年） - 仙台商工会議所会頭を退任[4]
- 2014年（平成26年）6月 - 七十七銀行相談役を退任[3]